# Mendrelgang
Mendrelgang – gewog w dystrykcie Cirang, w Bhutanie. Według danych z 2017 roku liczył 2507 mieszkańców.